# Midnight Commander
 Midnight Commander (mc) es un gestor de ficheros ortodoxo para sistemas tipo Unix (también existe para la plataforma Windows) y es un clon del Norton Commander.
Midnight Commander es una aplicación que funciona en modo texto. La pantalla principal consiste en dos paneles en los cuales se muestra el sistema de ficheros. Se usa de un modo similar a otras aplicaciones que corren en el shell o interfaz de comandos de Unix. Las teclas de cursor permiten desplazarse a través de los ficheros, la tecla insertar se usa para seleccionar ficheros y las Teclas de función realizan tareas tales como borrar, renombrar, editar, copiar ficheros, etc. Las versiones más recientes de Midnight Commander incluyen soporte para el ratón para facilitar el manejo de la aplicación.

## Historia
El gestor de ficheros Midnight Commander fue creado por Miguel de Icaza, desarrollador mexicano de software libre, mientras cursaba la licenciatura en Matemáticas en la facultad de ciencias de la Universidad Nacional Autónoma de México (UNAM), donde a la edad de 18 años comenzó a participar en el proyecto GNU. Su primer aporte fue el gestor de archivos o ficheros Midnight Commander.

## Características
Midnight Commander posee características tales como la capacidad de explorar el contenido de los ficheros RPM, trabajar con formatos de archivos comunes como si de un simple directorio se tratasen. Incluye un gestor de transferencias FTP o cliente del protocolo FISH.
También incluye un editor llamado mcedit. Mcedit es un ejecutable independiente, el cual también puede ser usado de forma independiente a Midnight Commander. Esta aplicación permite visualizar el contenido de ficheros y disfrutar de características como la de resaltar la sintaxis para ficheros de código fuente de ciertos lenguajes de programación, y la capacidad de trabajar tanto en modo ASCII como en modo Hexadecimal. Los usuarios pueden reemplazar mcedit por el editor que prefieran.
Midnight Commander también puede renombrar grupos de ficheros, a diferencia de otros gestores de ficheros que solamente pueden renombrar un fichero cada vez. Esto es interesante en la manipulación de largas colecciones de ficheros, por ejemplo, para ajustar los nombres a un nuevo sistema de nombrado. Midnight Commander también puede mover ficheros a otro directorio al mismo tiempo que lo renombra. Permite al usuario especificar los nombres de ficheros originales y finales empleando máscaras de caracteres. Esto hace que se puedan renombrar ficheros empleando la potencia de las Expresiones Regulares de Unix o Linux con una interfaz de usuario interesante que es el que ofrece Midnight Commander. Además, el usuario puede seleccionar cuando utilizar y cuando no patrones del Shell o Interfaz de Comandos. Todas estas características están disponibles a través del menú File > Rename/Move. (Pulsando F1 accedemos a una breve explicación de las opciones, incluyendo ejemplos sobre como usar máscaras)

## Tipo de Licencia
Midnight Commander es incluido en la mayoría de las distribuciones Linux y se distribuye bajo la licencia pública general de GNU.
Es muy popular en GNU/Linux debido a que está basado en las versátiles interfaces de texto, tales como Ncurses o S-Lang, la cual permite que se ejecute en una consola regular, en un terminal X, sobre conexiones SSH y todos los tipos de shells remotos.

## Soporte Unicode
Las versiones oficiales de Midnight Commander todavía no soportan locales UTF-8 (Bug #7936). Existen en todo caso parches no oficiales de Red Hat y SUSE